# Minuskel 98
Minuskel 98 (in der Nummerierung nach Gregory-Aland), ε 266 (von Soden) ist eine griechische Minuskelhandschrift des Neuen Testaments auf 222 Pergamentblättern (21,5 × 165 cm). Mittels Paläographie wurde das Manuskript auf das 11. Jahrhundert datiert. Es ist vollständig.

## Beschreibung
Die Handschrift enthält den Text der vier Evangelien. Sie wurde einspaltig mit je 25 Zeilen geschrieben. Die Handschrift enthält Listen der κεφαλαια, κεφαλαια, τιτλοι, Ammonianische Abschnitte (nicht den Eusebischen Kanon), Lektionar-Markierungen, Unterschriften, στιχοι und Bilder.

## Text
Der griechische Text des Kodex repräsentiert den byzantinischen Texttyp. Kurt Aland ordnete ihn in Kategorie V ein.

## Geschichte
Edward Daniel Clarke (1769–1822) brachte diese Handschrift aus dem Osten nach England.
Sie wurde von einem Unbekannten für Johann Martin Augustin Scholz kollationiert (in Matthäus 6; 9; 10; Markus 5; 6; Lukas 4; 5; 6).
Der Kodex befindet sich in der Bodleian Library in Oxford (E. D. Clarke 5).